# Jeanine Fricker
Pour les articles homonymes, voir Fricker.
 (juillet 2017).
Si vous disposez d'ouvrages ou d'articles de référence ou si vous connaissez des sites web de qualité traitant du thème abordé ici, merci de compléter l'article en donnant les références utiles à sa vérifiabilité et en les liant à la section « Notes et références ».
Jeanine Fricker (Paris 12e, 6 septembre 1925 - Paris 14e, 7 avril 2004) est une graphiste française.

## Biographie
Disciple de Robert Massin, elle débute au Club du meilleur livre, réalise des maquettes et parfois des illustrations pour plusieurs éditeurs puis devient directrice artistique chez Gallimard.
Elle assure la direction graphique puis le secrétariat général de la grande collection L'Univers des formes, voulue par André Malraux.
Elle dessine le logo de l'Inventaire générale des monuments et richesses artistiques de la France, « les bonshommes de Saint-Savin », d'après un fragment de la fresque romane de Saint-Savin-sur-Gartempe (Vienne).

## Maquettes
- Katherine Mansfield, L’Œuvre romanesque, Paris, Club du meilleur livre, 1954
- Antoine de Saint Exupéry, Le petit prince, Club du meilleur livre, 1956
- Valery Larbaud, Fermina Márquez, Paris, Club du meilleur livre, 1957
- Contes des Mille et Une Nuits, Paris, Gautier-Languereau, 1961
- Georges Bordonove, Chien de feu, Paris, Cercle du nouveau livre[2], 1963
- Pierre Boulle, La Planète des singes, Paris, Cercle du nouveau livre, 1963
- André Zeller, Les Hommes de la Commune de 1871, Paris, Cercle du nouveau livre, 1969
- Jean Anouilh, Pièces baroques, Paris, Cercle du nouveau livre, 1974